# Estádio Romelio Martínez
O Estádio Romelio Martínez é um estádio localizado na cidade de Barranquilla, na Colômbia. Foi construído em 1934 para sediar os Jogos Atléticos Nacionais de 1935 e reformado e ampliado entre 2016 e 2018 para sediar os Jogos Centro-Americanos e do Caribe de 2018. Após a reforma, teve a capacidade reduzida para 8.600 espectadores. O projeto arquitetônico de sua galeria norte corresponde ao estilo Art déco. O nome do palco esportivo é uma homenagem a um destacado atleta de Barranquilla das décadas de 1930 e 1940.
Até a inauguração do Estádio Metropolitano Roberto Meléndez em 1986, o Romelio Martínez era a principal praça esportiva da cidade. Atualmente é a casa do Barranquilla, que atua na Segunda Divisão da Colômbia. Já foi o local onde o Junior de Barranquilla mandou seus jogos.
O estádio é considerado o berço do futebol colombiano, sendo proposto como Monumento Nacional da Colômbia pela Resolução 51 de 26 de outubro de 1994 e foi declarado como tal pelo Decreto 1802 de 19 de outubro de 1995.